# Théodore Richomme
Pour les articles homonymes, voir Richomme.
Joseph Théodore Richomme, né le 28 mai 1785 à Paris où il est mort le 22 septembre 1849, est un graveur français.

## Biographie

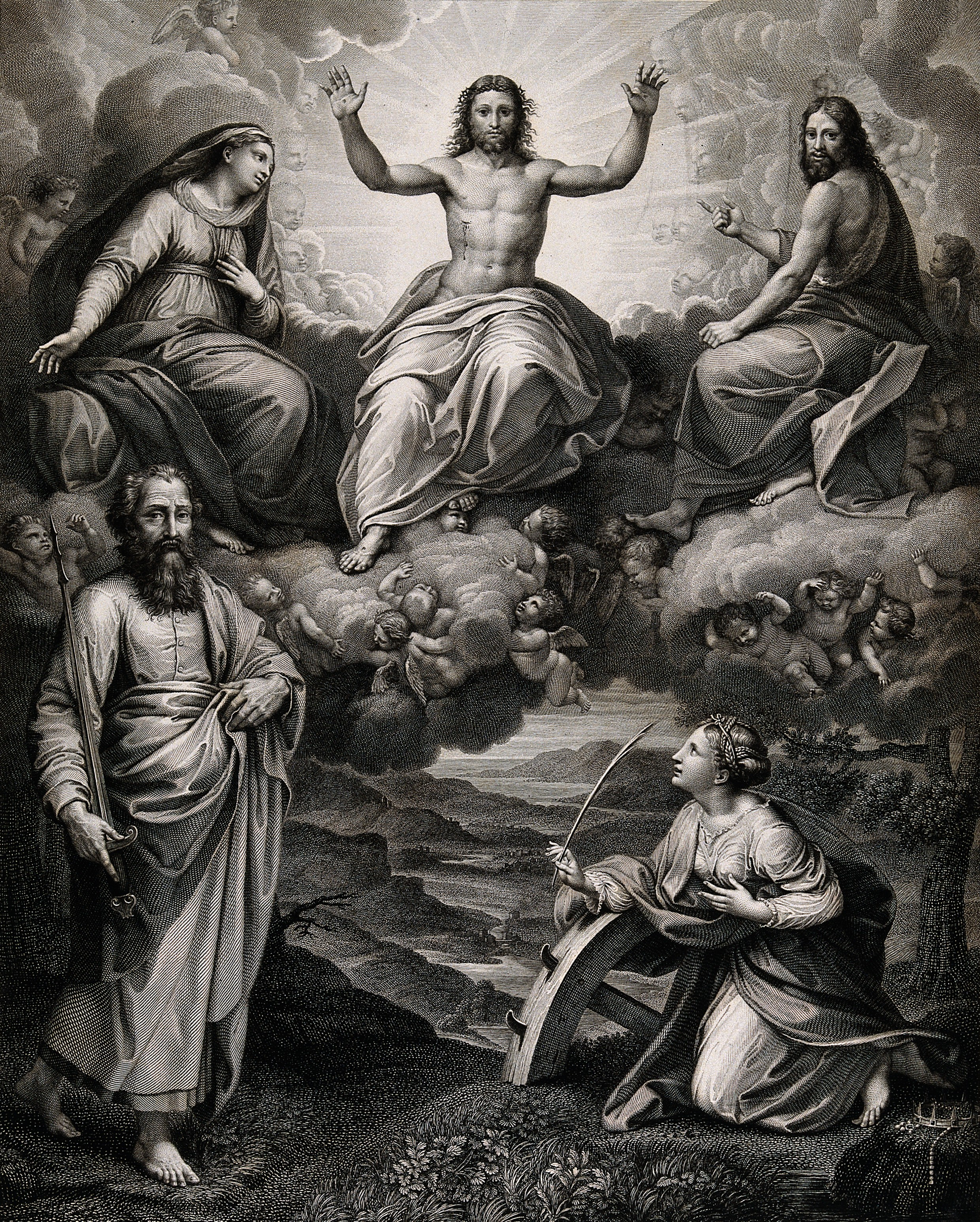
Le Christ avec l’apôtre saint-Paul, d'après Pierre Bouillon et Raphaël.

Fils de Louis Adrien Richomme (c.1734-1807), maître imprimeur en taille-douce à Paris, principal imprimeur des planches de l’Encyclopédie, élève de Jacques Joseph Coiny, Théodore Richomme remporta en 1806 le grand prix de Rome. Il fit à Rome une étude particulière des œuvres de Raphaël et de Jules Romain et les reproduisit avec perfection.
Il a aussi gravé d'après les grands peintres de son époque : François Gérard, Pierre-Narcisse Guérin, Ingres, etc. 
Chevalier de la Légion d'honneur en 1824, il fut élu membre de l'Académie des beaux-arts en 1826.
Une rue du 18e arrondissement de Paris porte son nom.
Son fils Jules Richomme (1818-1903) a été peintre et graveur.

## Élèves
- Ephraïm Conquy
- Pierre François Eugène Giraud
- Charles-Victor Normand
- Victor Florence Pollet
- Victor Vibert